# Andreas Henkel
Andreas Henkel; auch Andreas Heckel, Andreas Henkl oder Andreas Henkle; (* 2. August 1731 in Gottenau (Markt Rettenbach); † nach 1790) war ein deutscher Stuckateur und Bauhandwerker.

## Leben
Henkel heiratete am 19. Februar 1756 in Mindelheim Maria Benedikta Leimlin. Nach dem Mindelheimer Trauungsbuch stammte er aus „Stätten“, was den Geburtsort betreffend aber nicht richtig ist. Seine Frau schenkte ihm bis 1760 vier Kinder (Franz Xaver * 3. Dezember 1756, Maria Viktoria Katharina * 5. April 1758, Maria Thekla Katharina * 21. April 1759 und Joseph Anton Ignaz * 27. Juli 1760). Sie starb am 2. November 1790. Er muss danach außerhalb Mindelheims verstorben sein.

## Werk
In Mindelheim selbst, wo zu dieser Zeit keine größeren Kirchenbauten erfolgten, sind Arbeiten von Henkel nicht nachweisbar, wohl aber in der näheren und weiteren Umgebung:
- 1769 Stuckierung der Pfarrkirche St. Magnus in Unterrammingen
- 1770 Stuckaturen im Tafelzimmer und Stiegenhaus des Pfarrhofs in Zaisertshofen bei Tussenhausen
- 1770 Stuckierung der Pfarrkirche St. Ulrich in Seeg, von dem aus Mindelheim stammenden Pfarrherrn Ignaz Lorenz Sautermeister dorthin berufen
- 1776/77 in der ehemaligen Augustinerkirche in Oberndorf am Neckar, wo er mit seinen Stuckarbeiten ein neues Erscheinungsbild prägte

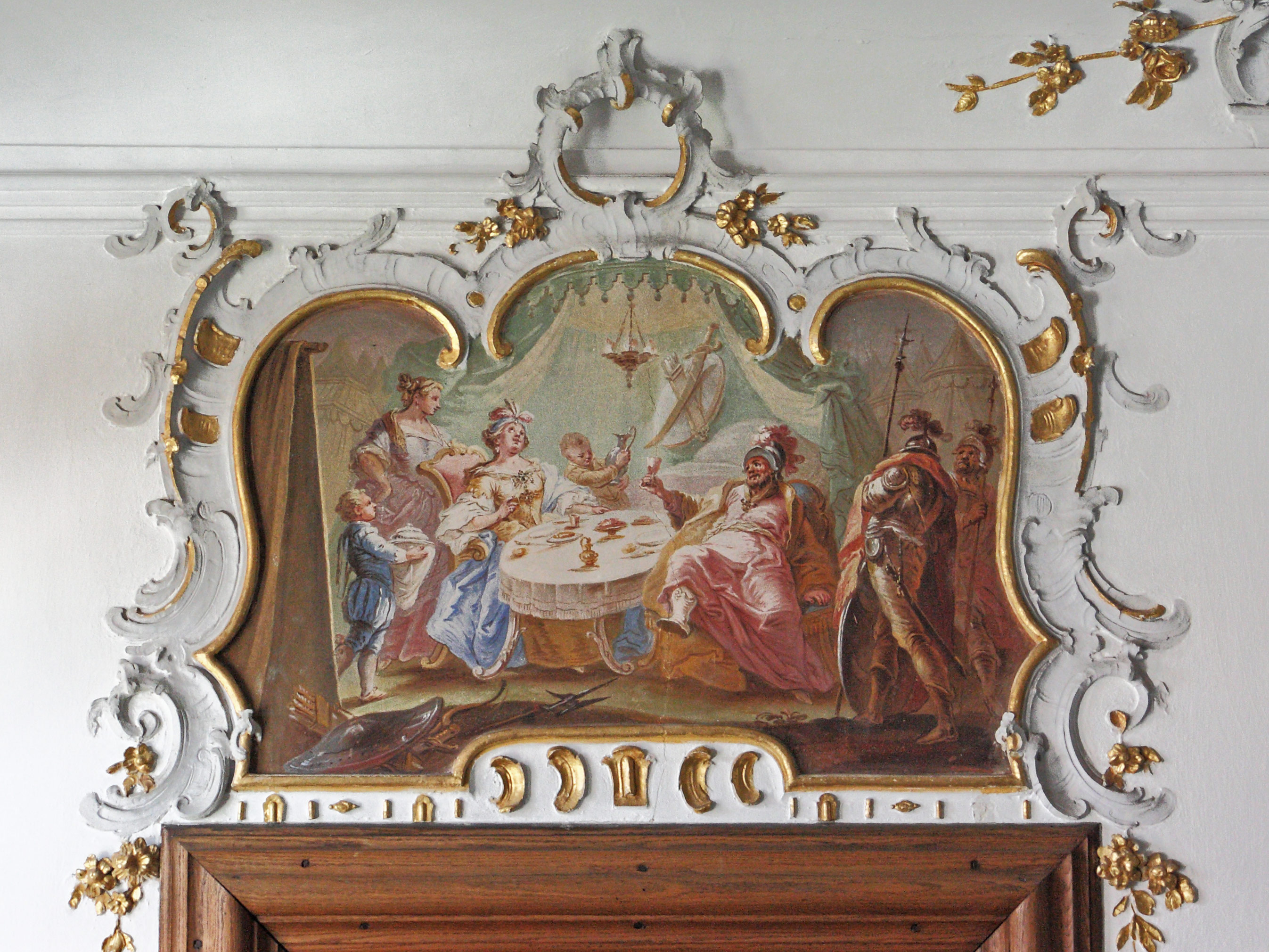
Stuckrahmen um Fresko von Enderle in Zaisertshofen
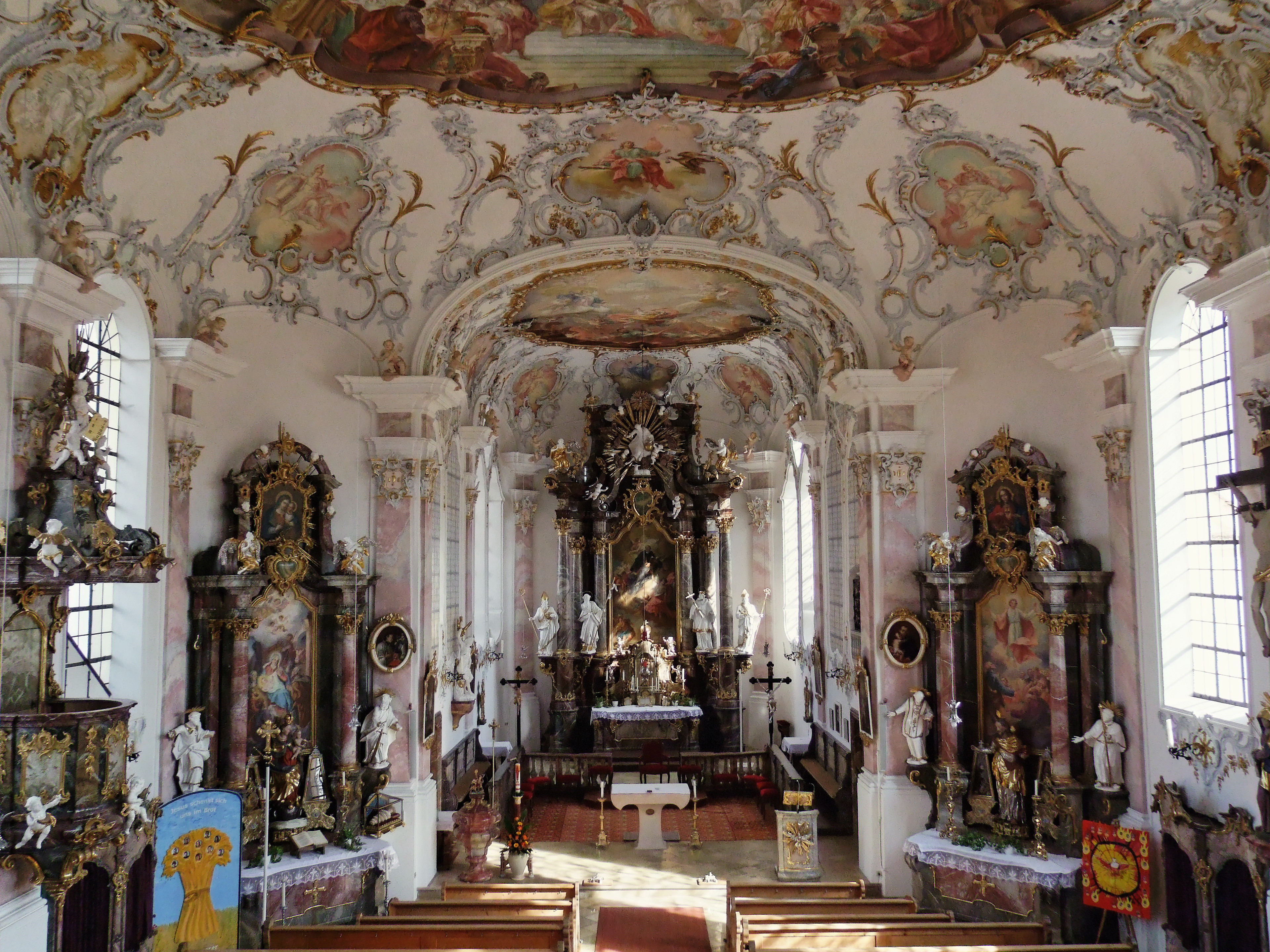
St. Magnus in Unterrammingen
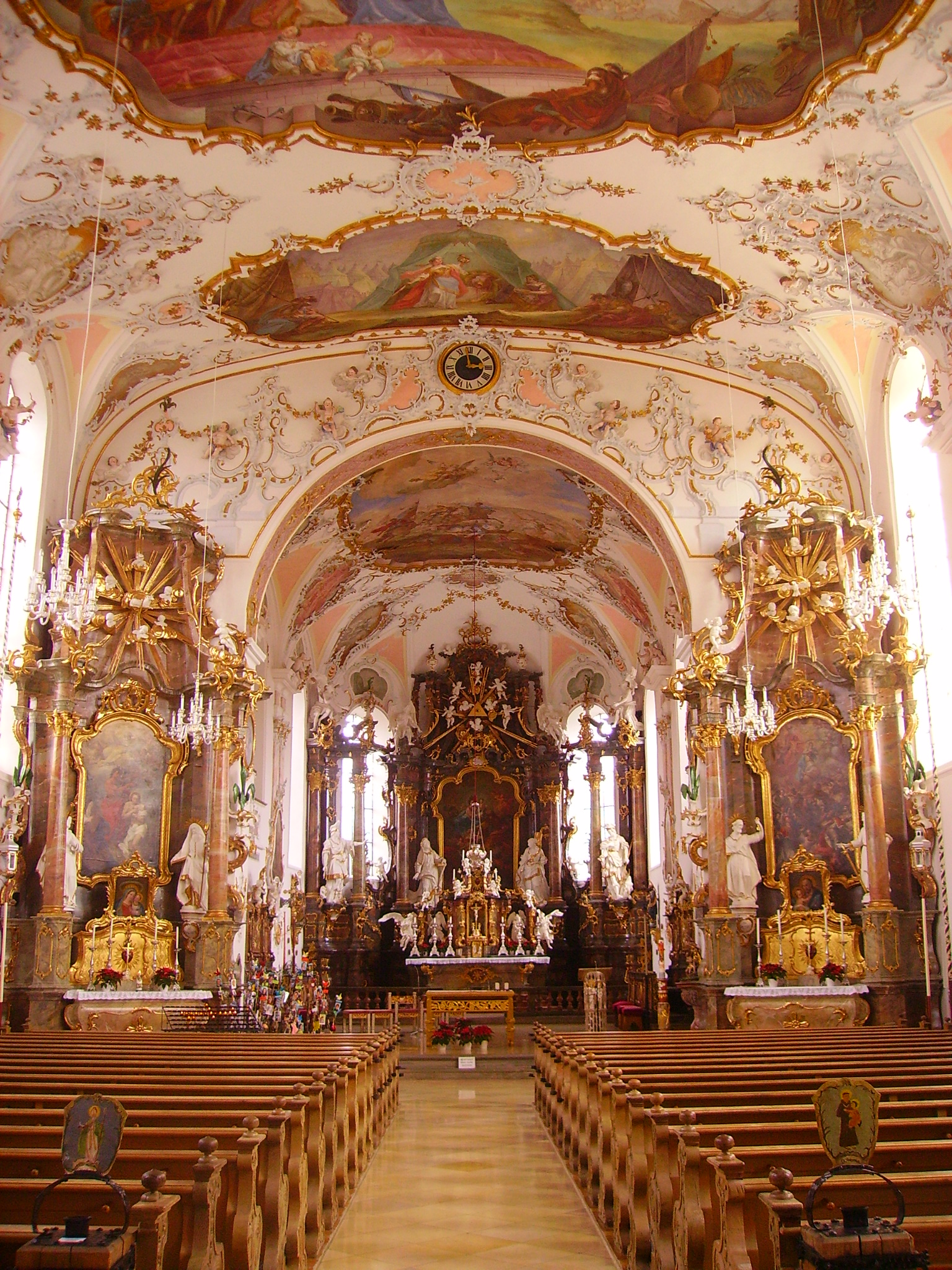
St. Ulrich in Seeg
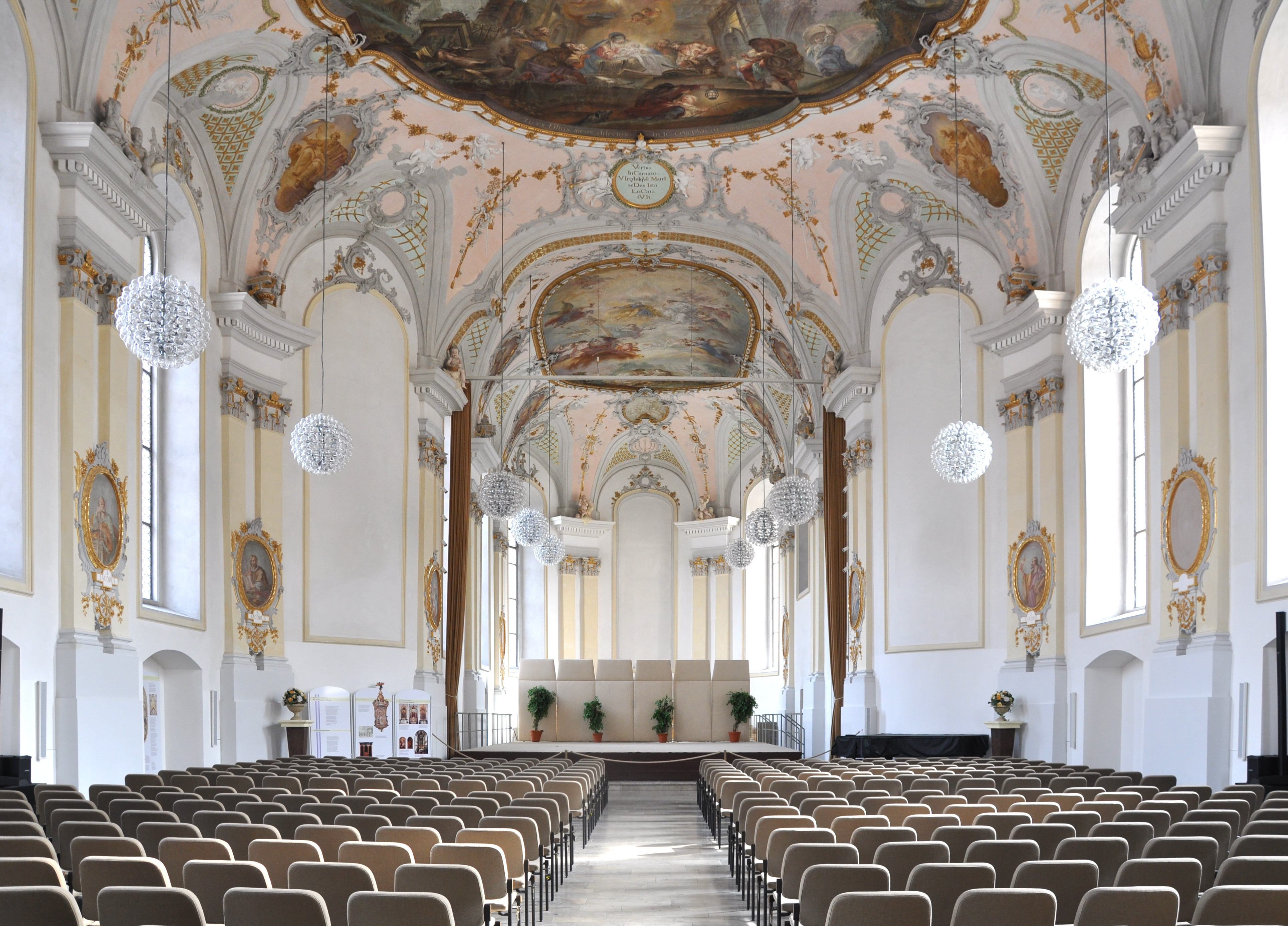
Klosterkirche in Oberndorf am Neckar

Bei allen angeführten Aufträgen arbeitete er mit dem Maler Johann Baptist Enderle zusammen. Auch für den Fürsterzbischof von Mainz Emmerich Joseph von Breidbach zu Bürresheim muss er gearbeitet haben, denn dieser ernannte ihn „in Ansehung seiner Kunst zum Hofstuckadorarbeiter“. Es wird wohl Enderle gewesen sein, der Henkel mit dem Mainzer Fürstbischof bekannt machte, da Enderle in Mainz die Augustinerkirche (1772) und die Ignatiuskirche (1774) freskiert hatte.